# Гуревич, Хульда
Веред-Хульда Гуревич (Гурвиц, ивр. ורד חולדה גורביץ'‎, урождённая Хоффман, ивр. הופמן‎; 1926, Атлит, подмандатная Палестина — 16 января 2024) — израильская общественная деятельница, волонтёрка, получившая прозвище «ангел в белом» и «мать раненых». Получила известность благодаря многолетней заботе о больных и раненых в хайфской больнице «Рамбам». Лауреат Государственной премии Израиля за особые заслуги перед обществом и государством (2011).

## Биография
Родилась в 1926 году в Атлите в семье Дова и Ханы Хоффман; дед и бабка с материнской стороны, Габриэль и Това Шапира, были участниками движения «Гехалуц» и входили в число основателей Атлита. У Дова и Ханы были также двое сыновей. Хульда занималась в коммерческом училище «Маале», участвовала в движении «Ха-Маккаби ха-цаир» и была вожатой в скаутском отряде. В годы Второй мировой войны вместе с родителями и братьями участвовала в операциях «Алии Бет» — нелегальной иммиграции евреев в подмандатную Палестину, прятала евреев, сбежавших из военной тюрьмы в Атлите.
По окончании учёбы работала секретаршей в компании «Амир» Общества сельскохозяйственных рабочих Палестины. Вступила в ряды организации еврейской самообороны «Хагана», участвовала в деятельности по охране еврейских поселений, затем вела штабную работу в отдельной роте, ведшей бои за Хайфу, отечала за вооружение и связь. После образования Армии обороны Израиля пошла добровольцем в Военно-морские силы Израиля, в которых на первых порах была одной из всего лишь пяти женщин. Служила спортивным инструктором, позже прошла первый в АОИ курс физиотерапии и была направлена в госпиталь ВМС на базе «Бат-Галим» для ухода за ранеными.
По завершении военной службы активно занималась волонтёрской работой. Давала детям в маабарот Хайфы (районы Шаар-Алия, Махане-Давид) уроки физкультуры, краеведения и ТАНАХа, оказывала помощь нуждающимся семьям, публиковала в прессе статьи о бедственном положении новых репатриантов. В 1954 году вышла замуж за адвоката Бен-Ами Гуревича и продолжала волонтёрскую и благотворительную деятельность вместе с ним; они, в частности, были среди основателей общества «Ла-мерхав», продвигавшего идеи дружбы между евреями Израиля и этническими и религиозными меньшинствами Ближнего Востока. Этот брак продлился до смерти Гуревича в 1964 году.
После смерти мужа работала в конторе оценщиков, продолжала волонтёрскую работу в помощь солдатам АОИ (в том числе из подразделений бедуинов, друзов и черкесов), организовывала культурные мероприятия. Во время войны Судного дня начала работать с находящимися на лечении в больнице «Рамбам» солдатами, страдающими от ранений и ПТСР, и членами их семей. Эта сфера волонтёрской деятельности постепенно заняла всё время Гуревич: она уволилась с работы и с согласия братьев продала часть имущества, чтобы финансировать проект помощи солдатам. Занималась поддержкой солдат на протяжении нескольких десятилетий, получив прозвища «ангел в белом» и «мать раненых». Помимо ухода за ранеными, продолжала волонтёрскую деятельность по адаптации новых репатриантов, позже организовывала помощь военнослужащим Армии Южного Ливана, получившими убежище в Израиле. Много лет участвовала в работе Центра еврейско-арабской дружбы «Бейт Хагефен» в Хайфе.
Зв свою деятельность в 1993 году удостоилась звания почётного гражданина Хайфы, а в начале 2020-х годов в честь Хульды Гуревич была названа набережная в районе Бат-Галим. В 2011 году стала лауреатом Государственной премии Израиля за особые заслуги перед обществом и государством, имела награды от президента Израиля (1977), министерства труда и благосостояния (1987), министерства здравоохранения (1999) и министерства абсорбции (2000). Скончалась в январе 2024 года вскоре после достижения возраста 98 лет.